# محتال

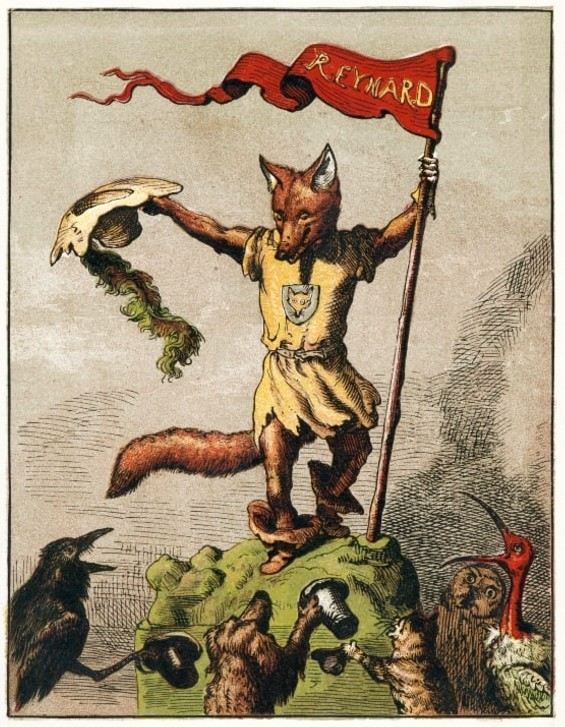
شخصية الثعلب رينارد المُحتال كما ظهر في كُتب الأطفال عن طريق ميشيل رودانج.

المُحتال بالمعنى العام هو الشخص المُخادع، في علم الأساطير ودراسات الفلكلور يكون المُحتال عبارة عن شخصية في قصة سواءً كان رجل أو امرأة أو مجسم بشري أو آلهة، والذي يُظهر درجةً كبيرة من المعرفة في الفكر والمعلومات السرية، ويستخدمها للعب الحيل أو التمرد ومخالفة القواعد. في دراسة الأديان يكون المُحتال بمعنى المُنافق الذي يُظهر خلاف ما يُبطن.
المحتالون هم شخصيات نمطية تظهر في أساطير العديد من الثقافات المختلفة. يخترق المحتال غالبًا ما يخالف القواعد المادية والمجتمعية. يقومون بمخالفة مبادئ النظام الاجتماعي والطبيعي، ويعطّلون الحياة الطبيعية بحيوية ثم يعيدون تأسيسها على أساس جديد.
يمكن أن يكون المحتالون ماكرين أو حمقى أو كلاهما.